# Круильяс (муниципалитет)
Круильяс (исп. Cruillas) — муниципалитет в Мексике, штат Тамаулипас с административным центром в одноимённом посёлке. Численность населения, по данным переписи 2010 года, составила 2011 человек.

## Общие сведения
Название Cruillas дано в честь наместника монастыря Монсеррат — Маркеса де Круильяса.
Площадь муниципалитета равна 1889 км², что составляет 2,35 % от общей площади штата, а наивысшая точка — 640 метров, расположена в поселении Гонсалес.
Он граничит с другими муниципалитетами штата Тамаулипас: на севере с Бургосом, на востоке с Сан-Фернандо, на юге с Абасоло и Хименесом, и на западе с Сан-Николасом.

## Учреждение и состав
Муниципалитет был образован в 1825 году, в его состав входит 57 населённых пунктов, самые крупные из которых:
| Код INEGI | Населённый пункт                                                | Численность населения (2005 год) | Численность населения (2010 год) |
| --------- | --------------------------------------------------------------- | -------------------------------- | -------------------------------- |
| 010       | Всего                                                           | 2268                             | 2011                             |
| 0001      | Круильяс (исп. Cruillas) 24°45′21″ с. ш. 98°32′12″ з. д.        | 653                              | 759                              |
| 0004      | Эль-Барранко (исп. El Barranco) 24°29′55″ с. ш. 98°29′31″ з. д. | 293                              | 273                              |
| 0064      | Ла-Уньон (исп. La Unión) 24°34′15″ с. ш. 98°18′32″ з. д.        | 210                              | 199                              |
| 0262      | Эль-Кармен (исп. El Carmen) 24°25′57″ с. ш. 98°19′05″ з. д.     | 159                              | 167                              |
| 0021      | Ла-Лобера (исп. La Lobera) 24°38′06″ с. ш. 98°26′18″ з. д.      | 116                              | 123                              |

## Экономика
По статистическим данным 2000 года, работоспособное население занято по секторам экономики в следующих пропорциях: сельское хозяйство, скотоводство и рыбная ловля — 59,5 %, промышленность и строительство — 12,3 %, сфера обслуживания и туризма — 25 %, прочее — 3,2 %.

## Инфраструктура
По статистическим данным 2010 года, инфраструктура развита следующим образом:
- электрификация: 90,9 %;
- водоснабжение: 91,1 %;
- водоотведение: 30,5 %.